# Gesetz über Sterbehilfe und assistierten Suizid (Luxemburg)
Das luxemburgische Gesetz über Sterbehilfe und assistierten Suizid (französisch Loi sur l’euthanasie et l’assistance au suicide) ist ein 2009 in Kraft getretenes Gesetz, das die aktive Sterbehilfe zulässt. 

## Gesetzesinhalt
Wesentlicher Inhalt des Gesetzes ist die Zusicherung der Straffreiheit für Ärzte, wenn sie aktive Sterbehilfe oder Beihilfe zur Selbsttötung leisten. Voraussetzung dazu ist, dass ein unheilbar kranker und unerträglich leidender Patient freiwillig, überlegt und wiederholt schriftlich den Willen zur Beendigung des eigenen Lebens bekundet. Wenn Eltern bzw. gesetzliche Vertreter die Zustimmung erteilen, können auch 16- bis 18-jährige Patienten um Sterbehilfe bitten. Bei nicht einwilligungsfähigen Patienten ist eine Patientenverfügung ausreichend. Ärzte müssen mit dem Patienten mehrere ausführliche Gespräche über seine Entscheidung führen. Zudem ist ein zweiter Arzt zur Beratung hinzuzuziehen. Sämtliche Fälle von Sterbehilfe müssen  von einer Kontrollkommission überprüft werden, sollte diese Verstöße feststellen, werden diese dem Staatsanwalt übermittelt.
Das sich am Wortlaut des belgischen Gesetzes über die Sterbehilfe vom 28. Mai 2002 orientierende Gesetz trat nach seiner Veröffentlichung im Amtsblatt
des Großherzogtums Luxemburg „Mémorial“ am 17. März 2009 in Kraft. Luxemburg ist das dritte EU-Mitgliedsland und damit der dritte Staat weltweit, der aktive Sterbehilfe zulässt.

## Entstehungsgeschichte
Das Luxemburger Parlament hatte in erster Lesung am 19. Februar 2008 mit 30 Ja-Stimmen bei 26 Nein-Stimmen und 3 Enthaltungen für einen von sozialistischen und grünen Abgeordneten eingebrachten Gesetzentwurf zur aktiven Sterbehilfe votiert.
Bevor ein Gesetz in Kraft treten kann, muss dessen Verfassungsmäßigkeit vom Staatsrat des Großherzogtums Luxemburg geprüft werden. Nach dieser Prüfung trug der Staatsrat Bedenken wegen juristischer Unsicherheiten vor. Die parlamentarische Klärung dieser Fragen dauerte bis Ende 2008. Schließlich wurde in einer neuen ersten Lesung das Gesetz mit 31 Ja-Stimmen bei 26 Nein-Stimmen und 3 Enthaltungen am 18. Dezember verabschiedet.
Außerdem hatte Großherzog Henri angekündigt, aus Gewissensgründen dem Gesetz seine Zustimmung zu verweigern. Nach der Weigerung Henris verständigten sich Jean-Claude Juncker und alle Fraktionen des Parlaments auf eine Verfassungsänderung, die den Großherzog quasi entmachtet und ihm zukünftig nur noch das Recht zugesteht, Gesetze verkünden zu dürfen – das Wort „billigt“ in Artikel 34 der Verfassung wird gestrichen. Das Parlament hat in erster Lesung dieser Änderung mit 56 Ja-Stimmen bei einer Enthaltung am 11. Dezember 2008 zugestimmt.
Ein Volksbegehren gegen die Verfassungsänderung ist am 11. Februar 2009 mit nur 796 statt der erforderlichen 25.000 Unterschriften gescheitert, so dass am 12. März 2009 alle 52 anwesenden Abgeordneten in zweiter Lesung das Gesetz zur Verfassungsänderung verabschiedeten. Auch der Großherzog, der zum letzten Mal ein Gesetz billigen musste, stimmte zu. So konnte das Sterbehilfegesetz mit den Unterschriften von Großherzog Henri und Gesundheitsminister Mars Di Bartolomeo im Amtsblatt veröffentlicht werden.